# Alfredo Valdés Montoya
Alfredo Valdés Montoya  (14 de febrero de 1920-14 de febrero de 2014) fue un político mexicano.

## Biografía
Nació en la villa de Ahome el 14 de febrero de 1920. Estudió en la Universidad de Guadalajara en México y se graduó de la Licenciatura en Economía.
Fue tesorero del estado durante la administración de Leopoldo Sánchez Celis. Posteriormente fue postulado por el Partido Revolucionario Institucional para gobernador del estado de Sinaloa. Su gestión gubernamental cubrió el periodo de 1969 - 1975. En su mandato sentó las bases para el crecimiento económico de la entidad. Modernizó el aparato de gobierno. Expandió la industria hotelera de Mazatlán y promovió la inversión extranjera. La ganadería recibió importante impulso y su capacidad de gestión llevó a Sinaloa a integrarse a los programas económicos más importantes del país.
Falleció en Culiacán, el día de su cumpleaños, en el año 2014.